# Милорад Станулов
Милорад Станулов (20 лютого 1953) — сербський академічний веслувальник.
Срібний призер Олімпійських Ігор 1980 року в складі парної двійки, бронзовий призер 1984 року в складі парної двійки.
Бронзовий призер Чемпіонату світу 1978 року в одиночці.